# Bruno Krebs
Bruno Krebs (11 marzo 1988) è un giocatore di football americano svizzero che gioca nel ruolo di offensive tackle per i Thun Tigers.